# Iron Maiden/Auszeichnungen für Musikverkäufe

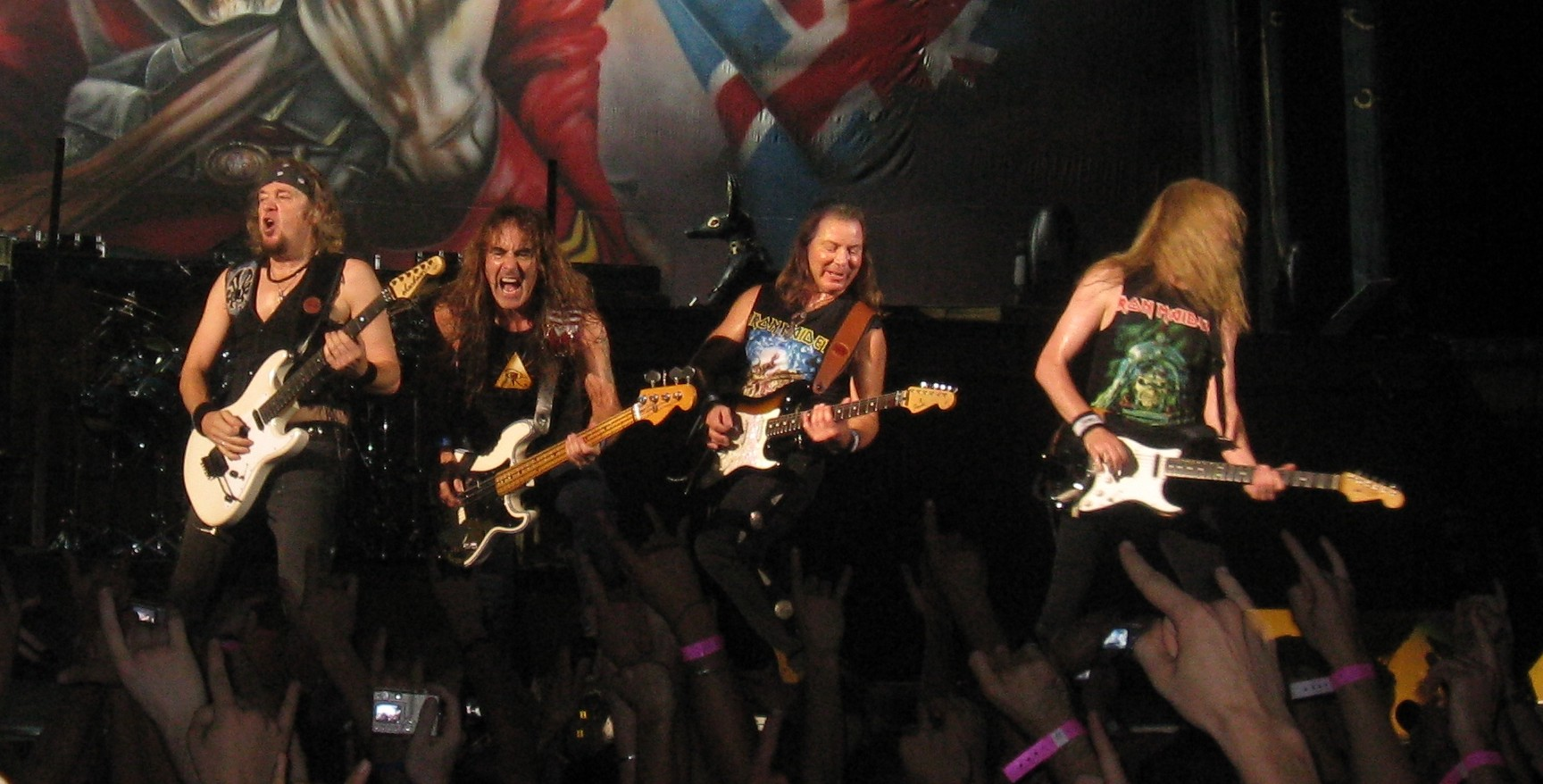
Iron Maiden (2008)

Dies ist eine Übersicht über die Auszeichnungen für Musikverkäufe der britischen Heavy-Metal-Band Iron Maiden. Die Auszeichnungen finden sich nach ihrer Art (Gold, Platin usw.), nach Staaten getrennt in chronologischer Reihenfolge, geordnet sowie nach den Tonträgern selbst, ebenfalls in chronologischer Reihenfolge, getrennt nach Medium (Alben, Singles usw.), wieder.

## Auszeichnungen
| - Vereinigtes Königreich - 2006: für das Album Death on the Road - 2013: für das Album The X Factor - 2013: für das Album Rock in Rio - 2017: für das Album Virtual XI - 2017: für das Album From Fear to Eternity - 2018: für das Album A Real Live One - 2020: für das Album Ed Hunter - 2020: für die Single The Number of the Beast - 2024: für das Lied Fear of the Dark - Argentinien - 2003: für das Album Dance of Death - Australien - 2004: für das Videoalbum Rock in Rio - 2007: für das Videoalbum Classic Albums: The Number of the Beast - 2007: für das Videoalbum Death on the Road - 2007: für das Videoalbum The History of Iron Maiden Part 1 – The Early Days - 2008: für das Videoalbum Live After Death - 2012: für das Videoalbum En vivo! Live at Estadio Nacional, Santiago - 2016: für das Album The Book of Souls - 2024: für die Single The Number of the Beast - 2024: für die Single The Trooper - Brasilien - 1999: für das Album Best of the Beast - 2001: für das Album Brave New World - 2003: für das Album Rock in Rio - 2007: für das Album Dance of Death - 2007: für das Album A Matter of Life and Death - 2022: für das Album Senjutsu - Deutschland - 1987: für das Album Killers - 1993: für das Album The Number of the Beast - 1993: für das Album Seventh Son of a Seventh Son - 1993: für das Album Live After Death - 1996: für das Album Somewhere in Time - 1996: für das Album Powerslave - 1996: für das Album Piece of Mind - 1996: für das Album Iron Maiden - 2002: für das Videoalbum Rock in Rio - 2005: für das Album Dance pf Death - 2008: für das Videoalbum Visions of the Beast - 2008: für das Videoalbum Live After Death - 2010: für das Album Brave New World - 2010: für das Album A Matter of Life and Death - 2011: für das Album The Final Frontier - 2013: für das Videoalbum En vivo! Live at Estadio Nacional, Santiago - 2015: für das Album The Book of Souls - 2023: für das Album Senjutsu - 2024: für das Album From Fear to Eternity - Finnland - 1990: für das Album Piece of Mind - 2001: für das Album Best of the Beast - 2003: für das Album Brave New World - 2003: für das Album Dance of Death - 2003: für das Album Edward the Great - 2008: für das Videoalbum Death on the Road - 2009: für das Videoalbum Live After Death - 2009: für das Album Somewhere Back in Time: The Best of 1980–1989 - 2010: für das Videoalbum Flight 666 - 2015: für das Album The Book pf Souls - Frankreich - 1992: für das Album Fear of the Dark - 1993: für das Album Killers - 1993: für das Album A Real Live One - 2003: für das Videoalbum Visions of the Beast - 2004: für das Videoalbum The History Of Iron Maiden Part 1 – The Early Days - 2010: für das Album The Final Frontier - 2012: für das Videoalbum En vivo! Live at Estadio Nacional, Santiago - 2015: für das Album The Book of Souls - 2022: für das Album Senjutsu - Griechenland - 2002: für das Album Rock in Rio - 2003: für das Album Dance of Death - 2006: für das Album A Matter of Life and Death - Italien - 1991: für das Album No Prayer for the Dying - 2010: für das Album The Final Frontier - 2015: für das Album The Book of Souls - 2019: für das Album The Number of the Beast - 2022: für das Album Senjutsu - 2022: für das Album Fear of the Dark - 2024: für das Lied Fear of the Dark - Kanada - 1992: für das Album Fear of the Dark - 2003: für das Videoalbum The First Ten Years - 2003: für das Videoalbum Maiden England ’88 - 2006: für das Album Edward the Great - 2006: für das Album Flight 666 - 2006: für das Album Brave New World - 2006: für das Album A Matter of Life and Death - 2012: für das Album The Final Frontier - 2015: für das Album The Book of Souls - Kolumbien - 2011: für das Album The Final Frontier - Kroatien - 2016: für das Album The Book of Souls - Neuseeland - 1986: für das Album Live After Death - 2004: für das Videoalbum Visions of the Beast - 2009: für das Videoalbum Flight 666 - 2025: für das Album Somewhere Back in Time: The Best of 1980–1989 - Niederlande - 1996: für das Album The Number of the Beast - Norwegen - 2005: für das Album Dance of Death - 2006: für das Album A Matter of Life and Death - 2010: für das Album The Final Frontier - 2018: für das Album The Book of Souls - Österreich - 1990: für das Album The Number of the Beast - 2000: für das Album Live After Death - 2015: für das Album The Book of Souls - Polen - 2003: für das Videoalbum Rock in Rio - 2004: für das Album Brave New World - 2010: für das Album The Final Frontier - 2012: für das Videoalbum En vivo! Live at Estadio Nacional, Santiago - 2016: für das Album The Book of Souls - 2022: für das Album Senjutsu - 2022: für das Lied Fear of the Dark - 2023: für das Album Fear of the Dark - 2023: für das Album The Number of the Beast - Russland - 2010: für das Album The Final Frontier - Schweden - 1996: für das Album Killers - 1996: für das Album Live After Death - 2000: für das Album Brave New World - 2003: für das Album Dance of Death - 2003: für das Album Edward the Great - 2003: für das Album Rock in Rio - 2003: für das Videoalbum Rock in Rio - 2004: für das Videoalbum Visions of the Beast - 2006: für das Album A Matter of Life and Death - 2008: für das Album Somewhere Back in Time: The Best of 1980–1989 - 2010: für das Album The Final Frontier - 2016: für das Album The Book of Souls - Schweiz - 1990: für das Album Seventh Son of a Seventh Son - 1990: für das Album The Number of the Beast - 2006: für das Album A Matter of Life and Death - 2010: für das Album The Final Frontier - Spanien - 1983: für das Album The Number of the Beast - 1984: für das Album Powerslave - 1985: für das Album Live After Death - 2004: für das Videoalbum The History of Iron Maiden Part 1 – The Early Days - 2008: für das Videoalbum Live After Death - 2022: für das Album Senjutsu - 2024: für die Single The Trooper - 2024: für die Single Run to the Hills - 2025: für das Lied Fear of the Dark - Ungarn - 2021: für das Album Senjutsu - Vereinigte Staaten - 1987: für das Album Killers - 1988: für das Album Seventh Son of a Seventh Son - 1989: für das Videoalbum 12 Wasted Years - 1989: für das Videoalbum Behind the Iron Curtain - 1990: für das Videoalbum Maiden England ’88 - 1990: für das Album No Prayer for the Dying - Vereinigtes Königreich - 1984: für das Album Powerslave - 1985: für das Album Live After Death - 1985: für das Album Killers - 1986: für das Album Somewhere in Time - 1988: für das Album Seventh Son of a Seventh Son - 1990: für das Album No Prayer for the Dying - 1992: für das Album Fear of the Dark - 2002: für das Album Best of the Beast - 2003: für das Album Dance of Death - 2004: für das Album Edward the Great - 2005: für das Videoalbum The History Of Iron Maiden Part 1 – The Early Days - 2005: für das Album Brave New World - 2006: für das Album A Matter of Life and Death - 2008: für das Videoalbum Live After Death - 2013: für das Videoalbum Flight 666 - 2013: für das Album The Final Frontier - 2015: für das Album The Book of Souls - 2022: für die Single Run to the Hills - 2024: für das Album Senjutsu - 2025: für die Single The Trooper | - Argentinien - 1996: für das Album Best of the Beast - 2003: für das Videoalbum Visions of the Beast - 2004: für das Videoalbum The History of Iron Maiden Part 1 – The Early Days - 2006: für das Videoalbum Rock in Rio - 2008: für das Videoalbum Live After Death - 2008: für das Videoalbum Donington Live 1992 - 2009: für das Videoalbum Flight 666 - Australien - 1982: für das Album The Number of the Beast - 2007: für das Videoalbum Visions of the Beast - 2009: für das Videoalbum Flight 666 - 2024: für die Single Run to the Hills - Brasilien - 2012: für das Album The Final Frontier - 2016: für das Album The Book of Souls - Deutschland - 2011: für das Videoalbum Flight 666 - Finnland - 2006: für das Album A Matter of Life and Death - 2008: für das Videoalbum The History Of Iron Maiden Part 1 – The Early Days - 2010: für das Album The Final Frontier - Frankreich - 2009: für das Videoalbum Flight 666 - Kanada - 1987: für das Album Somewhere in Time - 1988: für das Album Seventh Son of a Seventh Son - 1991: für das Album Killers - 1991: für das Album No Prayer for the Dying - 1991: für das Videoalbum Maiden Japan - 2006: für das Album Iron Maiden - Portugal - 2011: für das Album From Fear to Eternity - Schweden - 2001: für das Album Best of the Beast - Ungarn - 2015: für das Album The Book of Souls - Spanien - 2000: für das Album Brave New World - 2010: für das Videoalbum Visions of the Beast - Vereinigte Staaten - 1986: für das Album The Number of the Beast - 1986: für das Album Piece of Mind - 1991: für das Album Live After Death - 1991: für das Album Powerslave - 1992: für das Album Somewhere in Time - 2002: für das Videoalbum Rock in Rio - 2005: für das Videoalbum The History of Iron Maiden Part 1 – The Early Days - 2009: für das Videoalbum Flight 666 - 2012: für das Videoalbum En vivo! Live at Estadio Nacional, Santiago - Vereinigtes Königreich - 1995: für das Album Piece of Mind - 1995: für das Album Iron Maiden - 2002: für das Album The Number of the Beast - 2005: für das Videoalbum Visions of the Beast - 2013: für das Videoalbum Rock in Rio - 2024: für das Album Somewhere Back in Time: The Best of 1980–1989 | - Finnland - 2011: für das Videoalbum Visions of the Beast - Kanada - 2003: für das Videoalbum Rock in Rio - 2005: für das Videoalbum The History of Iron Maiden Part 1 – The Early Days - 2006: für das Album Live After Death - 2006: für das Album Powerslave - 2006: für das Album Piece of Mind - 2008: für das Videoalbum Live After Death - 2012: für das Videoalbum En vivo! Live at Estadio Nacional, Santiago - Neuseeland - 1982: für das Album The Number of the Beast - Vereinigte Staaten - 2005: für das Videoalbum Visions of the Beast - 2008: für das Videoalbum Live After Death - Kanada - 2006: für das Album The Number of the Beast - 2006: für das Videoalbum Visions of the Beast - Kanada - 2009: für das Videoalbum Flight 666 |

## Auszeichnungen nach Alben

### Iron Maiden
| Land/Region                  | Auszeichnungen für Musikverkäufe (Land/Region, Auszeichnung, Verkäufe) | Verkäufe |
| ---------------------------- | ---------------------------------------------------------------------- | -------- |
| Deutschland (BVMI)           | Gold                                                                   | 250.000  |
| Kanada (MC)                  | Platin                                                                 | 100.000  |
| Vereinigtes Königreich (BPI) | Platin                                                                 | 300.000  |
| Insgesamt                    | 1× Gold · 2× Platin ·                                                  | 550.000  |

### Killers
| Land/Region                  | Auszeichnungen für Musikverkäufe (Land/Region, Auszeichnung, Verkäufe) | Verkäufe  |
| ---------------------------- | ---------------------------------------------------------------------- | --------- |
| Deutschland (BVMI)           | Gold                                                                   | 250.000   |
| Frankreich (SNEP)            | Gold                                                                   | 100.000   |
| Kanada (MC)                  | Platin                                                                 | 100.000   |
| Schweden (IFPI)              | Gold                                                                   | 50.000    |
| Vereinigte Staaten (RIAA)    | Gold                                                                   | 500.000   |
| Vereinigtes Königreich (BPI) | Gold                                                                   | 100.000   |
| Insgesamt                    | 5× Gold · 1× Platin ·                                                  | 1.000.000 |

### The Number of the Beast
| Land/Region                  | Auszeichnungen für Musikverkäufe (Land/Region, Auszeichnung, Verkäufe) | Verkäufe  |
| ---------------------------- | ---------------------------------------------------------------------- | --------- |
| Australien (ARIA)            | Platin                                                                 | 50.000    |
| Deutschland (BVMI)           | Gold                                                                   | 250.000   |
| Italien (FIMI)               | Gold                                                                   | 25.000    |
| Kanada (MC)                  | 3× Platin                                                              | 300.000   |
| Neuseeland (RMNZ)            | 2× Platin                                                              | 40.000    |
| Niederlande (NVPI)           | Gold                                                                   | 50.000    |
| Österreich (IFPI)            | Gold                                                                   | 25.000    |
| Polen (ZPAV)                 | Gold                                                                   | 10.000    |
| Schweiz (IFPI)               | Gold                                                                   | 50.000    |
| Spanien (Promusicae)         | Gold                                                                   | 50.000    |
| Vereinigte Staaten (RIAA)    | Platin                                                                 | 1.000.000 |
| Vereinigtes Königreich (BPI) | Platin                                                                 | 300.000   |
| Insgesamt                    | 7× Gold · 8× Platin ·                                                  | 2.150.000 |

### Piece of Mind
| Land/Region                  | Auszeichnungen für Musikverkäufe (Land/Region, Auszeichnung, Verkäufe) | Verkäufe  |
| ---------------------------- | ---------------------------------------------------------------------- | --------- |
| Deutschland (BVMI)           | Gold                                                                   | 250.000   |
| Finnland (IFPI)              | Gold                                                                   | 25.000    |
| Kanada (MC)                  | 2× Platin                                                              | 200.000   |
| Vereinigte Staaten (RIAA)    | Platin                                                                 | 1.000.000 |
| Vereinigtes Königreich (BPI) | Platin                                                                 | 300.000   |
| Insgesamt                    | 2× Gold · 4× Platin ·                                                  | 1.775.000 |

### Powerslave
| Land/Region                  | Auszeichnungen für Musikverkäufe (Land/Region, Auszeichnung, Verkäufe) | Verkäufe  |
| ---------------------------- | ---------------------------------------------------------------------- | --------- |
| Deutschland (BVMI)           | Gold                                                                   | 250.000   |
| Kanada (MC)                  | 2× Platin                                                              | 200.000   |
| Spanien (Promusicae)         | Gold                                                                   | 50.000    |
| Vereinigte Staaten (RIAA)    | Platin                                                                 | 1.000.000 |
| Vereinigtes Königreich (BPI) | Gold                                                                   | 100.000   |
| Insgesamt                    | 3× Gold · 3× Platin ·                                                  | 1.500.000 |

### Live After Death
| Land/Region                  | Auszeichnungen für Musikverkäufe (Land/Region, Auszeichnung, Verkäufe) | Verkäufe  |
| ---------------------------- | ---------------------------------------------------------------------- | --------- |
| Deutschland (BVMI)           | Gold                                                                   | 250.000   |
| Kanada (MC)                  | 2× Platin                                                              | 200.000   |
| Neuseeland (RMNZ)            | Gold                                                                   | 10.000    |
| Österreich (IFPI)            | Gold                                                                   | 25.000    |
| Schweden (IFPI)              | Gold                                                                   | 50.000    |
| Spanien (Promusicae)         | Gold                                                                   | 50.000    |
| Vereinigte Staaten (RIAA)    | Platin                                                                 | 1.000.000 |
| Vereinigtes Königreich (BPI) | Gold                                                                   | 100.000   |
| Insgesamt                    | 6× Gold · 3× Platin ·                                                  | 1.685.000 |

### Somewhere in Time
| Land/Region                  | Auszeichnungen für Musikverkäufe (Land/Region, Auszeichnung, Verkäufe) | Verkäufe  |
| ---------------------------- | ---------------------------------------------------------------------- | --------- |
| Deutschland (BVMI)           | Gold                                                                   | 250.000   |
| Kanada (MC)                  | Platin                                                                 | 100.000   |
| Vereinigte Staaten (RIAA)    | Platin                                                                 | 1.000.000 |
| Vereinigtes Königreich (BPI) | Gold                                                                   | 100.000   |
| Insgesamt                    | 2× Gold · 2× Platin ·                                                  | 1.450.000 |

### Seventh Son of a Seventh Son
| Land/Region                  | Auszeichnungen für Musikverkäufe (Land/Region, Auszeichnung, Verkäufe) | Verkäufe |
| ---------------------------- | ---------------------------------------------------------------------- | -------- |
| Deutschland (BVMI)           | Gold                                                                   | 250.000  |
| Kanada (MC)                  | Platin                                                                 | 100.000  |
| Schweiz (IFPI)               | Gold                                                                   | 25.000   |
| Vereinigte Staaten (RIAA)    | Gold                                                                   | 500.000  |
| Vereinigtes Königreich (BPI) | Gold                                                                   | 100.000  |
| Insgesamt                    | 4× Gold · 1× Platin ·                                                  | 975.000  |

### No Prayer for the Dying
| Land/Region                  | Auszeichnungen für Musikverkäufe (Land/Region, Auszeichnung, Verkäufe) | Verkäufe |
| ---------------------------- | ---------------------------------------------------------------------- | -------- |
| Italien (FIMI)               | Gold                                                                   | 100.000  |
| Kanada (MC)                  | Platin                                                                 | 100.000  |
| Vereinigte Staaten (RIAA)    | Gold                                                                   | 500.000  |
| Vereinigtes Königreich (BPI) | Gold                                                                   | 100.000  |
| Insgesamt                    | 3× Gold · 1× Platin ·                                                  | 800.000  |

### Fear of the Dark
| Land/Region                  | Auszeichnungen für Musikverkäufe (Land/Region, Auszeichnung, Verkäufe) | Verkäufe |
| ---------------------------- | ---------------------------------------------------------------------- | -------- |
| Frankreich (SNEP)            | Gold                                                                   | 100.000  |
| Italien (FIMI)               | Gold                                                                   | 25.000   |
| Kanada (MC)                  | Gold                                                                   | 50.000   |
| Polen (ZPAV)                 | Gold                                                                   | 10.000   |
| Vereinigtes Königreich (BPI) | Gold                                                                   | 100.000  |
| Insgesamt                    | 5× Gold ·                                                              | 285.000  |

### A Real Live One
| Land/Region                  | Auszeichnungen für Musikverkäufe (Land/Region, Auszeichnung, Verkäufe) | Verkäufe |
| ---------------------------- | ---------------------------------------------------------------------- | -------- |
| Frankreich (SNEP)            | Gold                                                                   | 100.000  |
| Vereinigtes Königreich (BPI) | Silber                                                                 | 60.000   |
| Insgesamt                    | 1× Silber · 1× Gold ·                                                  | 160.000  |

### The X Factor
| Land/Region                  | Auszeichnungen für Musikverkäufe (Land/Region, Auszeichnung, Verkäufe) | Verkäufe |
| ---------------------------- | ---------------------------------------------------------------------- | -------- |
| Vereinigtes Königreich (BPI) | Silber                                                                 | 60.000   |
| Insgesamt                    | 1× Silber ·                                                            | 60.000   |

### Best of the Beast
| Land/Region                  | Auszeichnungen für Musikverkäufe (Land/Region, Auszeichnung, Verkäufe) | Verkäufe |
| ---------------------------- | ---------------------------------------------------------------------- | -------- |
| Argentinien (CAPIF)          | Platin                                                                 | 60.000   |
| Brasilien (PMB)              | Gold                                                                   | 100.000  |
| Finnland (IFPI)              | Gold                                                                   | 22.261   |
| Schweden (IFPI)              | Platin                                                                 | 80.000   |
| Vereinigtes Königreich (BPI) | Gold                                                                   | 100.000  |
| Insgesamt                    | 3× Gold · 2× Platin ·                                                  | 362.261  |

### Virtual XI
| Land/Region                  | Auszeichnungen für Musikverkäufe (Land/Region, Auszeichnung, Verkäufe) | Verkäufe |
| ---------------------------- | ---------------------------------------------------------------------- | -------- |
| Vereinigtes Königreich (BPI) | Silber                                                                 | 60.000   |
| Insgesamt                    | 1× Silber ·                                                            | 60.000   |

### Ed Hunter
| Land/Region                  | Auszeichnungen für Musikverkäufe (Land/Region, Auszeichnung, Verkäufe) | Verkäufe |
| ---------------------------- | ---------------------------------------------------------------------- | -------- |
| Vereinigtes Königreich (BPI) | Silber                                                                 | 60.000   |
| Insgesamt                    | 1× Silber ·                                                            | 60.000   |

### Brave New World
| Land/Region                  | Auszeichnungen für Musikverkäufe (Land/Region, Auszeichnung, Verkäufe) | Verkäufe |
| ---------------------------- | ---------------------------------------------------------------------- | -------- |
| Brasilien (PMB)              | Gold                                                                   | 100.000  |
| Deutschland (BVMI)           | Gold                                                                   | 150.000  |
| Finnland (IFPI)              | Gold                                                                   | 16.316   |
| Kanada (MC)                  | Gold                                                                   | 50.000   |
| Polen (ZPAV)                 | Gold                                                                   | 35.000   |
| Schweden (IFPI)              | Gold                                                                   | 40.000   |
| Spanien (Promusicae)         | Platin                                                                 | 100.000  |
| Vereinigtes Königreich (BPI) | Gold                                                                   | 100.000  |
| Insgesamt                    | 7× Gold · 1× Platin ·                                                  | 591.316  |

### Edward the Great
| Land/Region                  | Auszeichnungen für Musikverkäufe (Land/Region, Auszeichnung, Verkäufe) | Verkäufe |
| ---------------------------- | ---------------------------------------------------------------------- | -------- |
| Finnland (IFPI)              | Gold                                                                   | 15.201   |
| Kanada (MC)                  | Gold                                                                   | 50.000   |
| Schweden (IFPI)              | Gold                                                                   | 30.000   |
| Vereinigtes Königreich (BPI) | Gold                                                                   | 100.000  |
| Insgesamt                    | 4× Gold ·                                                              | 195.201  |

### Rock in Rio
| Land/Region         | Auszeichnungen für Musikverkäufe (Land/Region, Auszeichnung, Verkäufe) | Verkäufe |
| ------------------- | ---------------------------------------------------------------------- | -------- |
| Brasilien (PMB)     | Gold                                                                   | 50.000   |
| Griechenland (IFPI) | Gold                                                                   | 15.000   |
| Schweden (IFPI)     | Gold                                                                   | 30.000   |
| Insgesamt           | 3× Gold ·                                                              | 95.000   |

### Dance of Death
| Land/Region                  | Auszeichnungen für Musikverkäufe (Land/Region, Auszeichnung, Verkäufe) | Verkäufe |
| ---------------------------- | ---------------------------------------------------------------------- | -------- |
| Argentinien (CAPIF)          | Gold                                                                   | 20.000   |
| Brasilien (PMB)              | Gold                                                                   | 50.000   |
| Deutschland (BVMI)           | Gold                                                                   | 100.000  |
| Finnland (IFPI)              | Gold                                                                   | 24.528   |
| Griechenland (IFPI)          | Gold                                                                   | 7.500    |
| Norwegen (IFPI)              | Gold                                                                   | 20.000   |
| Schweden (IFPI)              | Gold                                                                   | 30.000   |
| Vereinigtes Königreich (BPI) | Gold                                                                   | 100.000  |
| Insgesamt                    | 8× Gold ·                                                              | 252.028  |

### A Matter of Life and Death
| Land/Region                  | Auszeichnungen für Musikverkäufe (Land/Region, Auszeichnung, Verkäufe) | Verkäufe |
| ---------------------------- | ---------------------------------------------------------------------- | -------- |
| Brasilien (PMB)              | Gold                                                                   | 30.000   |
| Deutschland (BVMI)           | Gold                                                                   | 100.000  |
| Finnland (IFPI)              | Platin                                                                 | 32.882   |
| Griechenland (IFPI)          | Gold                                                                   | 7.500    |
| Kanada (MC)                  | Gold                                                                   | 50.000   |
| Norwegen (IFPI)              | Gold                                                                   | 30.000   |
| Schweden (IFPI)              | Gold                                                                   | 30.000   |
| Schweiz (IFPI)               | Gold                                                                   | 15.000   |
| Vereinigtes Königreich (BPI) | Gold                                                                   | 100.000  |
| Insgesamt                    | 8× Gold · 1× Platin ·                                                  | 395.382  |

### Somewhere Back in Time: The Best of 1980–1989
| Land/Region                  | Auszeichnungen für Musikverkäufe (Land/Region, Auszeichnung, Verkäufe) | Verkäufe |
| ---------------------------- | ---------------------------------------------------------------------- | -------- |
| Finnland (IFPI)              | Gold                                                                   | 11.815   |
| Neuseeland (RMNZ)            | Gold                                                                   | 7.500    |
| Schweden (IFPI)              | Gold                                                                   | 20.000   |
| Vereinigtes Königreich (BPI) | Platin                                                                 | 300.000  |
| Insgesamt                    | 3× Gold · 1× Platin ·                                                  | 339.315  |

### Flight 666
| Land/Region | Auszeichnungen für Musikverkäufe (Land/Region, Auszeichnung, Verkäufe) | Verkäufe |
| ----------- | ---------------------------------------------------------------------- | -------- |
| Kanada (MC) | Gold                                                                   | 40.000   |
| Insgesamt   | 1× Gold ·                                                              | 40.000   |

### The Final Frontier
| Land/Region                  | Auszeichnungen für Musikverkäufe (Land/Region, Auszeichnung, Verkäufe) | Verkäufe |
| ---------------------------- | ---------------------------------------------------------------------- | -------- |
| Brasilien (PMB)              | Platin                                                                 | 40.000   |
| Deutschland (BVMI)           | Gold                                                                   | 100.000  |
| Finnland (IFPI)              | Platin                                                                 | 22.510   |
| Frankreich (SNEP)            | Gold                                                                   | 50.000   |
| Italien (FIMI)               | Gold                                                                   | 30.000   |
| Kanada (MC)                  | Gold                                                                   | 40.000   |
| Kolumbien (ASINCOL)          | Gold                                                                   | 5.000    |
| Norwegen (IFPI)              | Gold                                                                   | 10.000   |
| Polen (ZPAV)                 | Gold                                                                   | 50.000   |
| Russland (NFPF)              | Gold                                                                   | 10.000   |
| Schweden (IFPI)              | Gold                                                                   | 20.000   |
| Schweiz (IFPI)               | Gold                                                                   | 15.000   |
| Vereinigtes Königreich (BPI) | Gold                                                                   | 100.000  |
| Insgesamt                    | 11× Gold · 2× Platin ·                                                 | 492.510  |

### From Fear to Eternity
| Land/Region                  | Auszeichnungen für Musikverkäufe (Land/Region, Auszeichnung, Verkäufe) | Verkäufe |
| ---------------------------- | ---------------------------------------------------------------------- | -------- |
| Deutschland (BVMI)           | Gold                                                                   | 100.000  |
| Portugal (AFP)               | Platin                                                                 | 20.000   |
| Vereinigtes Königreich (BPI) | Silber                                                                 | 60.000   |
| Insgesamt                    | 1× Silber · 1× Gold · 1× Platin ·                                      | 180.000  |

### The Book of Souls
| Land/Region                  | Auszeichnungen für Musikverkäufe (Land/Region, Auszeichnung, Verkäufe) | Verkäufe |
| ---------------------------- | ---------------------------------------------------------------------- | -------- |
| Australien (ARIA)            | Gold                                                                   | 35.000   |
| Brasilien (PMB)              | Platin                                                                 | 40.000   |
| Deutschland (BVMI)           | Gold                                                                   | 100.000  |
| Finnland (IFPI)              | Gold                                                                   | 13.046   |
| Frankreich (SNEP)            | Gold                                                                   | 50.000   |
| Italien (FIMI)               | Gold                                                                   | 25.000   |
| Kanada (MC)                  | Gold                                                                   | 40.000   |
| Kroatien (HDU)               | Gold                                                                   | 3.000    |
| Norwegen (IFPI)              | Gold                                                                   | 10.000   |
| Österreich (IFPI)            | Gold                                                                   | 7.500    |
| Polen (ZPAV)                 | Gold                                                                   | 10.000   |
| Schweden (IFPI)              | Gold                                                                   | 20.000   |
| Ungarn (MAHASZ)              | Platin                                                                 | 6.000    |
| Vereinigtes Königreich (BPI) | Gold                                                                   | 100.000  |
| Insgesamt                    | 13× Gold · 2× Platin ·                                                 | 419.546  |

### Senjutsu
| Land/Region                  | Auszeichnungen für Musikverkäufe (Land/Region, Auszeichnung, Verkäufe) | Verkäufe |
| ---------------------------- | ---------------------------------------------------------------------- | -------- |
| Brasilien (PMB)              | Gold                                                                   | 20.000   |
| Deutschland (BVMI)           | Gold                                                                   | 100.000  |
| Frankreich (SNEP)            | Gold                                                                   | 50.000   |
| Italien (FIMI)               | Gold                                                                   | 25.000   |
| Polen (ZPAV)                 | Gold                                                                   | 10.000   |
| Spanien (Promusicae)         | Gold                                                                   | 20.000   |
| Ungarn (MAHASZ)              | Gold                                                                   | 2.000    |
| Vereinigtes Königreich (BPI) | Gold                                                                   | 100.000  |
| Insgesamt                    | 8× Gold ·                                                              | 327.000  |

## Auszeichnungen nach Singles

### Run to the Hills
| Land/Region                  | Auszeichnungen für Musikverkäufe (Land/Region, Auszeichnung, Verkäufe) | Verkäufe |
| ---------------------------- | ---------------------------------------------------------------------- | -------- |
| Australien (ARIA)            | Platin                                                                 | 70.000   |
| Spanien (Promusicae)         | Gold                                                                   | 30.000   |
| Vereinigtes Königreich (BPI) | Gold                                                                   | 400.000  |
| Insgesamt                    | 2× Gold · 1× Platin ·                                                  | 500.000  |

### The Number of the Beast
| Land/Region                  | Auszeichnungen für Musikverkäufe (Land/Region, Auszeichnung, Verkäufe) | Verkäufe |
| ---------------------------- | ---------------------------------------------------------------------- | -------- |
| Australien (ARIA)            | Gold                                                                   | 35.000   |
| Vereinigtes Königreich (BPI) | Silber                                                                 | 200.000  |
| Insgesamt                    | 1× Silber · 1× Gold ·                                                  | 235.000  |

### The Trooper
| Land/Region                  | Auszeichnungen für Musikverkäufe (Land/Region, Auszeichnung, Verkäufe) | Verkäufe |
| ---------------------------- | ---------------------------------------------------------------------- | -------- |
| Australien (ARIA)            | Gold                                                                   | 35.000   |
| Spanien (Promusicae)         | Gold                                                                   | 30.000   |
| Vereinigtes Königreich (BPI) | Gold                                                                   | 400.000  |
| Insgesamt                    | 3× Gold ·                                                              | 465.000  |

### No More Lies
| Land/Region     | Auszeichnungen für Musikverkäufe (Land/Region, Auszeichnung, Verkäufe) | Verkäufe |
| --------------- | ---------------------------------------------------------------------- | -------- |
| Finnland (IFPI) | —                                                                      | 3.179    |
| Insgesamt       | —                                                                      | 3.179    |

## Auszeichnungen nach Liedern

### Fear of the Dark
| Land/Region                  | Auszeichnungen für Musikverkäufe (Land/Region, Auszeichnung, Verkäufe) | Verkäufe |
| ---------------------------- | ---------------------------------------------------------------------- | -------- |
| Italien (FIMI)               | Gold                                                                   | 50.000   |
| Polen (ZPAV)                 | Gold                                                                   | 25.000   |
| Spanien (Promusicae)         | Gold                                                                   | 30.000   |
| Vereinigtes Königreich (BPI) | Silber                                                                 | 200.000  |
| Insgesamt                    | 1× Silber · 3× Gold ·                                                  | 305.000  |

## Auszeichnungen nach Videoalben

### Behind the Iron Curtain
| Land/Region               | Auszeichnungen für Musikverkäufe (Land/Region, Auszeichnung, Verkäufe) | Verkäufe |
| ------------------------- | ---------------------------------------------------------------------- | -------- |
| Vereinigte Staaten (RIAA) | Gold                                                                   | 50.000   |
| Insgesamt                 | 1× Gold ·                                                              | 50.000   |

### Live After Death
| Land/Region                  | Auszeichnungen für Musikverkäufe (Land/Region, Auszeichnung, Verkäufe) | Verkäufe |
| ---------------------------- | ---------------------------------------------------------------------- | -------- |
| Argentinien (CAPIF)          | Platin                                                                 | 8.000    |
| Australien (ARIA)            | Gold                                                                   | 7.500    |
| Deutschland (BVMI)           | Gold                                                                   | 25.000   |
| Finnland (IFPI)              | Gold                                                                   | 6.831    |
| Frankreich (SNEP)            | Gold                                                                   | 10.000   |
| Kanada (MC)                  | 2× Platin                                                              | 20.000   |
| Spanien (Promusicae)         | Gold                                                                   | 10.000   |
| Vereinigte Staaten (RIAA)    | 2× Platin                                                              | 200.000  |
| Vereinigtes Königreich (BPI) | Gold                                                                   | 25.000   |
| Insgesamt                    | 6× Gold · 5× Platin ·                                                  | 312.331  |

### 12 Wasted Years
| Land/Region               | Auszeichnungen für Musikverkäufe (Land/Region, Auszeichnung, Verkäufe) | Verkäufe |
| ------------------------- | ---------------------------------------------------------------------- | -------- |
| Vereinigte Staaten (RIAA) | Gold                                                                   | 50.000   |
| Insgesamt                 | 1× Gold ·                                                              | 50.000   |

### Maiden England ’88
| Land/Region               | Auszeichnungen für Musikverkäufe (Land/Region, Auszeichnung, Verkäufe) | Verkäufe |
| ------------------------- | ---------------------------------------------------------------------- | -------- |
| Kanada (MC)               | Gold                                                                   | 5.000    |
| Vereinigte Staaten (RIAA) | Gold                                                                   | 50.000   |
| Insgesamt                 | 2× Gold ·                                                              | 55.000   |

### The First Ten Years
| Land/Region | Auszeichnungen für Musikverkäufe (Land/Region, Auszeichnung, Verkäufe) | Verkäufe |
| ----------- | ---------------------------------------------------------------------- | -------- |
| Kanada (MC) | Gold                                                                   | 5.000    |
| Insgesamt   | 1× Gold ·                                                              | 5.000    |

### Maiden Japan
| Land/Region | Auszeichnungen für Musikverkäufe (Land/Region, Auszeichnung, Verkäufe) | Verkäufe |
| ----------- | ---------------------------------------------------------------------- | -------- |
| Kanada (MC) | Platin                                                                 | 10.000   |
| Insgesamt   | 1× Platin ·                                                            | 10.000   |

### Donington Live 1992
| Land/Region         | Auszeichnungen für Musikverkäufe (Land/Region, Auszeichnung, Verkäufe) | Verkäufe |
| ------------------- | ---------------------------------------------------------------------- | -------- |
| Argentinien (CAPIF) | Platin                                                                 | 8.000    |
| Insgesamt           | 1× Platin ·                                                            | 8.000    |

### Classic Albums: The Number of the Beast
| Land/Region       | Auszeichnungen für Musikverkäufe (Land/Region, Auszeichnung, Verkäufe) | Verkäufe |
| ----------------- | ---------------------------------------------------------------------- | -------- |
| Australien (ARIA) | Gold                                                                   | 7.500    |
| Insgesamt         | 1× Gold ·                                                              | 7.500    |

### Rock in Rio
| Land/Region                  | Auszeichnungen für Musikverkäufe (Land/Region, Auszeichnung, Verkäufe) | Verkäufe |
| ---------------------------- | ---------------------------------------------------------------------- | -------- |
| Argentinien (CAPIF)          | Platin                                                                 | 8.000    |
| Australien (ARIA)            | Gold                                                                   | 7.500    |
| Deutschland (BVMI)           | Gold                                                                   | 25.000   |
| Kanada (MC)                  | 2× Platin                                                              | 20.000   |
| Polen (ZPAV)                 | Gold                                                                   | 5.000    |
| Schweden (IFPI)              | Gold                                                                   | 10.000   |
| Vereinigte Staaten (RIAA)    | Platin                                                                 | 100.000  |
| Vereinigtes Königreich (BPI) | Platin                                                                 | 50.000   |
| Insgesamt                    | 4× Gold · 5× Platin ·                                                  | 225.500  |

### Visions of the Beast
| Land/Region                  | Auszeichnungen für Musikverkäufe (Land/Region, Auszeichnung, Verkäufe) | Verkäufe |
| ---------------------------- | ---------------------------------------------------------------------- | -------- |
| Argentinien (CAPIF)          | Platin                                                                 | 8.000    |
| Australien (ARIA)            | Platin                                                                 | 15.000   |
| Deutschland (BVMI)           | Gold                                                                   | 25.000   |
| Finnland (IFPI)              | 2× Platin                                                              | 21.309   |
| Frankreich (SNEP)            | Gold                                                                   | 10.000   |
| Kanada (MC)                  | 3× Platin                                                              | 30.000   |
| Neuseeland (RMNZ)            | Gold                                                                   | 2.500    |
| Schweden (IFPI)              | Gold                                                                   | 10.000   |
| Spanien (Promusicae)         | Platin                                                                 | 25.000   |
| Vereinigte Staaten (RIAA)    | 2× Platin                                                              | 200.000  |
| Vereinigtes Königreich (BPI) | Platin                                                                 | 50.000   |
| Insgesamt                    | 4× Gold · 11× Platin ·                                                 | 396.809  |

### The History of Iron Maiden Part 1 – The Early Days
| Land/Region                  | Auszeichnungen für Musikverkäufe (Land/Region, Auszeichnung, Verkäufe) | Verkäufe |
| ---------------------------- | ---------------------------------------------------------------------- | -------- |
| Argentinien (CAPIF)          | Platin                                                                 | 8.000    |
| Australien (ARIA)            | Gold                                                                   | 7.500    |
| Finnland (IFPI)              | Platin                                                                 | 12.940   |
| Frankreich (SNEP)            | Gold                                                                   | 10.000   |
| Kanada (MC)                  | 2× Platin                                                              | 20.000   |
| Spanien (Promusicae)         | Gold                                                                   | 10.000   |
| Vereinigte Staaten (RIAA)    | Platin                                                                 | 100.000  |
| Vereinigtes Königreich (BPI) | Gold                                                                   | 25.000   |
| Insgesamt                    | 4× Gold · 5× Platin ·                                                  | 193.440  |

### Death on the Road
| Land/Region       | Auszeichnungen für Musikverkäufe (Land/Region, Auszeichnung, Verkäufe) | Verkäufe |
| ----------------- | ---------------------------------------------------------------------- | -------- |
| Australien (ARIA) | Gold                                                                   | 7.500    |
| Finnland (IFPI)   | Gold                                                                   | 8.676    |
| Insgesamt         | 2× Gold ·                                                              | 16.176   |

### Flight 666
| Land/Region                  | Auszeichnungen für Musikverkäufe (Land/Region, Auszeichnung, Verkäufe) | Verkäufe |
| ---------------------------- | ---------------------------------------------------------------------- | -------- |
| Argentinien (CAPIF)          | Platin                                                                 | 8.000    |
| Australien (ARIA)            | Platin                                                                 | 15.000   |
| Deutschland (BVMI)           | Platin                                                                 | 50.000   |
| Finnland (IFPI)              | Gold                                                                   | 6.046    |
| Frankreich (SNEP)            | Platin                                                                 | 20.000   |
| Kanada (MC)                  | 5× Platin                                                              | 50.000   |
| Neuseeland (RMNZ)            | Gold                                                                   | 2.500    |
| Vereinigte Staaten (RIAA)    | Platin                                                                 | 100.000  |
| Vereinigtes Königreich (BPI) | Gold                                                                   | 25.000   |
| Insgesamt                    | 3× Gold · 10× Platin ·                                                 | 276.546  |

### En vivo! Live at Estadio Nacional, Santiago
| Land/Region               | Auszeichnungen für Musikverkäufe (Land/Region, Auszeichnung, Verkäufe) | Verkäufe |
| ------------------------- | ---------------------------------------------------------------------- | -------- |
| Australien (ARIA)         | Gold                                                                   | 7.500    |
| Deutschland (BVMI)        | Gold                                                                   | 25.000   |
| Frankreich (SNEP)         | Gold                                                                   | 10.000   |
| Kanada (MC)               | 2× Platin                                                              | 20.000   |
| Polen (ZPAV)              | Gold                                                                   | 5.000    |
| Vereinigte Staaten (RIAA) | Platin                                                                 | 100.000  |
| Insgesamt                 | 4× Gold · 3× Platin ·                                                  | 167.500  |

## Statistik und Quellen
| Land/RegionAuszeichnungen für Musikverkäufe (Land/Region, Auszeichnungen, Verkäufe, Quellen) | Silber     | Gold         | Platin       | Verkäufe  | Quellen                     |
| -------------------------------------------------------------------------------------------- | ---------- | ------------ | ------------ | --------- | --------------------------- |
| Argentinien (CAPIF)                                                                          | —          | Gold1        | 7× Platin7   | 128.000   | capif.org.ar                |
| Australien (ARIA)                                                                            | —          | 9× Gold9     | 4× Platin4   | 300.000   | aria.com.au                 |
| Brasilien (PMB)                                                                              | —          | 6× Gold6     | 2× Platin2   | 430.000   | pro-musicabr.org.br         |
| Deutschland (BVMI)                                                                           | —          | 19× Gold19   | Platin1      | 3.050.000 | musikindustrie.de           |
| Finnland (IFPI)                                                                              | —          | 10× Gold10   | 5× Platin5   | 242.810   | ifpi.fi                     |
| Frankreich (SNEP)                                                                            | —          | 9× Gold9     | Platin1      | 460.000   | infodisc.fr snepmusique.com |
| Griechenland (IFPI)                                                                          | —          | 3× Gold3     | —            | 30.000    | Einzelnachweise             |
| Italien (FIMI)                                                                               | —          | 7× Gold7     | —            | 280.000   | fimi.it                     |
| Kanada (MC)                                                                                  | —          | 9× Gold9     | 31× Platin31 | 1.900.000 | musiccanada.com             |
| Kolumbien (ASINCOL)                                                                          | —          | Gold1        | —            | 5.000     | Einzelnachweise             |
| Kroatien (HDU)                                                                               | —          | Gold1        | —            | 3.000     | Einzelnachweise             |
| Neuseeland (RMNZ)                                                                            | —          | 4× Gold4     | 2× Platin2   | 62.500    | radioscope.co.nz            |
| Niederlande (NVPI)                                                                           | —          | Gold1        | —            | 50.000    | nvpi.nl                     |
| Norwegen (IFPI)                                                                              | —          | 4× Gold4     | —            | 70.000    | ifpi.no NO2                 |
| Österreich (IFPI)                                                                            | —          | 3× Gold3     | —            | 50.500    | ifpi.at                     |
| Polen (ZPAV)                                                                                 | —          | 9× Gold9     | —            | 120.000   | olis.pl                     |
| Portugal (AFP)                                                                               | —          | —            | Platin1      | 20.000    | Einzelnachweise             |
| Russland (NFPF)                                                                              | —          | Gold1        | —            | 10.000    | Einzelnachweise             |
| Schweden (IFPI)                                                                              | —          | 12× Gold12   | Platin1      | 420.000   | sverigetopplistan.se        |
| Schweiz (IFPI)                                                                               | —          | 4× Gold4     | —            | 80.000    | hitparade.ch                |
| Spanien (Promusicae)                                                                         | —          | 9× Gold9     | 2× Platin2   | 405.000   | elportaldemusica.es ES2     |
| Ungarn (MAHASZ)                                                                              | —          | Gold1        | Platin1      | 8.000     | slagerlistak.hu             |
| Vereinigte Staaten (RIAA)                                                                    | —          | 6× Gold6     | 13× Platin13 | 7.450.000 | riaa.com                    |
| Vereinigtes Königreich (BPI)                                                                 | 9× Silber9 | 20× Gold20   | 6× Platin6   | 4.175.000 | bpi.co.uk                   |
| Insgesamt                                                                                    | 9× Silber9 | 148× Gold148 | 77× Platin77 |           |                             |